# Anzême
 Anzême  (en occitano Anzesme) es una población y comuna francesa, en la región de Lemosín, departamento de Creuse, en el distrito de Guéret y cantón de Saint-Vaury.
No está integrada en ninguna Communauté de communes.
Se encuentra a orillas del río Creuse.

## Demografía[3]
| 1 399 | 1 223 | 1 310 | 1 403 | 1 514 | 1 508 | 1 574 | 1 545 | 1 460 | 1 412 | 1 415 | 1 400 | 1 415 | 1 412 | 1 443 | 1 506 | 1 518 | 1 540 | 1 517 | 1 449 | 1 223 | 1 142 | 1 128 | 1 123 | 1 024 | 903 | 808 | 707 | 601 | 508 | 519 | 535 | 561 |
| Para los censos de 1962 a 1999 la población legal corresponde a la población sin duplicidades (Fuente: INSEE [Consultar]) |       |       |       |       |       |       |       |       |       |       |       |       |       |       |       |       |       |       |       |       |       |       |       |       |     |     |     |     |     |     |     |     |